# Glockengießerei Gebhard
Die Glockengießerei Gebhard war eine Glockengießerei in Kempten (Allgäu). 

## Geschichte
Engelbert Gebhard übernahm um das Jahr 1930 die Zweigstelle der Glockengießerei Ulrich in Apolda, die seit 1921 bestand. Die aus dieser Zeit stammenden Werke, die zunächst weiter unter dem Namen Ulrich – ab 1935 unter dem Namen Engelbert Gebhard – geschaffen wurden, überstanden die Glockenablieferungen des Zweiten Weltkrieges zumeist nicht. Bald nach dem Zweiten Weltkrieg konnte die Produktion von Glocken wieder aufgenommen werden. Dabei gab die Gießerei fünf Garantien an ihre Kunden:
- Niedrigste Preise
- Hochwertiges Material
- Erstklassige Ausführung
- Pünktliche Termineinhaltung
- Garantierte Tondisposition

In Zusammenarbeit mit dem zuständigen Glockensachverständigen der Diözese Augsburg Paul Kuen belieferte die Glockengießerei Gebhard zwischen 1946 und 1975 vor allem Kirchen im Allgäu. Es finden sich auch vereinzelt Glocken im Außerfern und in Oberschwaben. Ein Monumentalgeläut mit über 14 Tonnen Gesamtgewicht wurde nach  Rio de Janeiro geliefert. Die heute größte Glocke der Glockengießerei Gebhard ist die Martinusglocke der Stadtpfarrkirche St. Martin zu Kaufbeuren mit über 4,2 Tonnen. Besonders bekannt ist das Geläut der Basilika St. Lorenz in Kempten (Allgäu).